# Zarzecze (powiat nowosądecki)
Zarzecze – wieś w Polsce, położona w województwie małopolskim, w powiecie nowosądeckim, w gminie Łącko.
Wieś duchowna, własność klasztoru klarysek w Starym Sączu, położona była w drugiej połowie XVI wieku w powiecie sądeckim województwa krakowskiego. W latach 1975–1998 miejscowość należała administracyjnie do województwa nowosądeckiego.

## Integralne części wsi
| przysiółki | Banach, Błaszkowiec, Cyrchla, Dział, Folwark, Kamieńczyk, Kulasikówka, Osice, Pietruskie, Podsobel, Podziele, Załazie, Pogorzelina, Polanice, Potoki, Psie, Rozmusy, Wierchy Zarzeckie, Zajemcze, Złabina |
| części wsi | Dolna Wieś, Mieczkowskie, Wyrobiska |

## Ochotnicza Straż Pożarna
Zarzecze posiada swoją jednostkę Ochotniczej straży pożarnej, która została założona w 1948 roku i do roku 2024 posiadała GLM 8 Santana Annibal PS 10. W 2024 jednostka wzbogaciła się o SLRr Isuzu D-Max III/Auto-Complex.